# Kophobelemnidae
Kophobelemnidae is een familie van neteldieren uit de klasse van de Anthozoa (Bloemdieren).

## Geslachten
- Kophobelemnon Asbjørnsen, 1856
- Malacobelemnon Tixier-Durivault, 1965
- Sclerobelemnon Kölliker, 1872